# Triple saut masculin aux championnats du monde d'athlétisme en salle 1993
Navigation
1991 1995
Le concours du triple saut masculin des championnats du monde en salle de 1993 s'est déroulé les 12 et 13 mars 1993 au SkiDome de Toronto, au Canada. Il est remporté par le Français Pierre Camara.

## Résultats

### Finale
| Rang               | Athlète            | Pays            | Essais | Essais | Essais | Essais | Essais | Essais | Marque | Notes |
| Rang               | Athlète            | Pays            | 1      | 2      | 3      | 4      | 5      | 6      | Marque | Notes |
| ------------------ | ------------------ | --------------- | ------ | ------ | ------ | ------ | ------ | ------ | ------ | ----- |
| Médaille d'or      | Pierre Camara      | France          | 16.75  | 16.85  | 14.38  | 17.08  | x      | 17.59  | 17.59  | NR    |
| Médaille d'argent  | Māris Bružiks      | Lettonie        | 16.81  | 17.24  | x      | 17.17  | 17.36  | x      | 17.36  |       |
| Médaille de bronze | Brian Wellman      | Bermudes        | 16.55  | x      | 17.27  | x      | 16.87  | x      | 17.27  | NR    |
| 4                  | Vladimir Melikhov  | Russia          | 16.62  | x      | 17.07  | 17.00  | 16.32  | x      | 17.07  |       |
| 5                  | Yoelvis Quesada    | Cuba            | 16.55  | 16.56  | 16.73  | x      | 16.57  | 17.06  | 17.06  |       |
| 6                  | Jonathan Edwards   | Grande-Bretagne | 14.49  | 16.76  | 13.64  | 15.14  | 16.74  | 15.53  | 16.76  |       |
| 7                  | Toussaint Rabenala | Madagascar      | 16.60  | 16.53  | 16.74  | x      | 16.24  | 16.68  | 16.74  | NR    |
| 8                  | Parkev Grigoryan   | Arménie         | 15.60  | 16.20  | 16.10  |        |        |        | 16.20  |       |
| 9                  | Gary Johnson       | États-Unis      | 16.08  | 14.81  | x      |        |        |        | 16.08  |       |
| 10                 | Tyrone Scott       | États-Unis      | 15.54  | x      | 16.02  |        |        |        | 16.02  |       |
|                    | Nikolay Raev       | Bulgarie        | 16.68  | x      | 16.48  | 17.22  | 17.27  | x      | 17.27  | DQ    |
|                    | Zou Sixin          | Chine           |        |        |        |        |        |        | DNS    |       |

## Légende
Records et Performances
- AR : Record continental (area record)
- CR : Record des championnats (championship record)
- MR : Record du meeting (meet record)
- NR : Record national (national record)
- OR : Record olympique (olympic record)
- PR : Record paralympique (paralympic record)
- PB : Record personnel (personal best)
- SB : Meilleure performance personnelle de la saison (season's best)
- WL : Meilleure performance mondiale de l'année (world leader)
- WJR : Record du monde junior (world junior record)
- WR : Record du monde (world record)

Circonstances et Conditions
- DNF : N'a pas terminé (did not finish)
- DNS : N'a pas pris le départ (did not start)
- DQ : Disqualification (disqualification)
- NM : Aucun essai valable enregistré (No Mark)
- Q : Qualifié « directement » au prochain tour (ou à la prochaine compétition), lors d'une compétition majeure, grâce au classement ou à la réalisation des minima (automatic qualifier)
- q : Qualifié au prochain tour (ou à la prochaine compétition), lors d'une compétition majeure, grâce au repêchage ou à la réalisation de l'une des meilleures performances parmi celles des « non qualifiés directement » (grâce au meilleur temps ou à la meilleure distance par exemple) (secondary qualifier)